# Laiuse
Laiuse – miejscowość we wschodniej Estonii w Prowincji Jõgeva.
Znajduje się w niej średniowieczny kościół wzmiankowany po raz pierwszy w 1319 r. W latach 1582–1622 zamek w Laiuse był siedzibą najbardziej na północ położonego starostwa Rzeczypospolitej. Przynależało administracyjnie do województwa dorpackiego. Jego pierwszym starostą został Andrzej Orzechowski h. Oksza, syn pisarza Stanisława. Populacja osady w tym okresie wzrosła do ponad 200 osób. Prawdopodobnie w okresie panowania polskiego miejscowy kościół otrzymał wezwanie św. Jerzego. Ok. 1599 kościołem zarządzał polski ksiądz Marcin Mierzejowski.
W 1622 roku miejscowość znalazła się pod panowaniem Szwecji. Od 1710 roku pod panowaniem Rosji, a od 1918 niepodległej Estonii. Na początku XVIII wieku z powodu epidemii dżumy zmarło 144 mieszkańców wsi. W 1822 rozpoczęła działalność szkoła parafialna w Laiuse, obecnie jedna z najstarszych szkół podstawowych w Estonii. Przy szkole działa biblioteka.

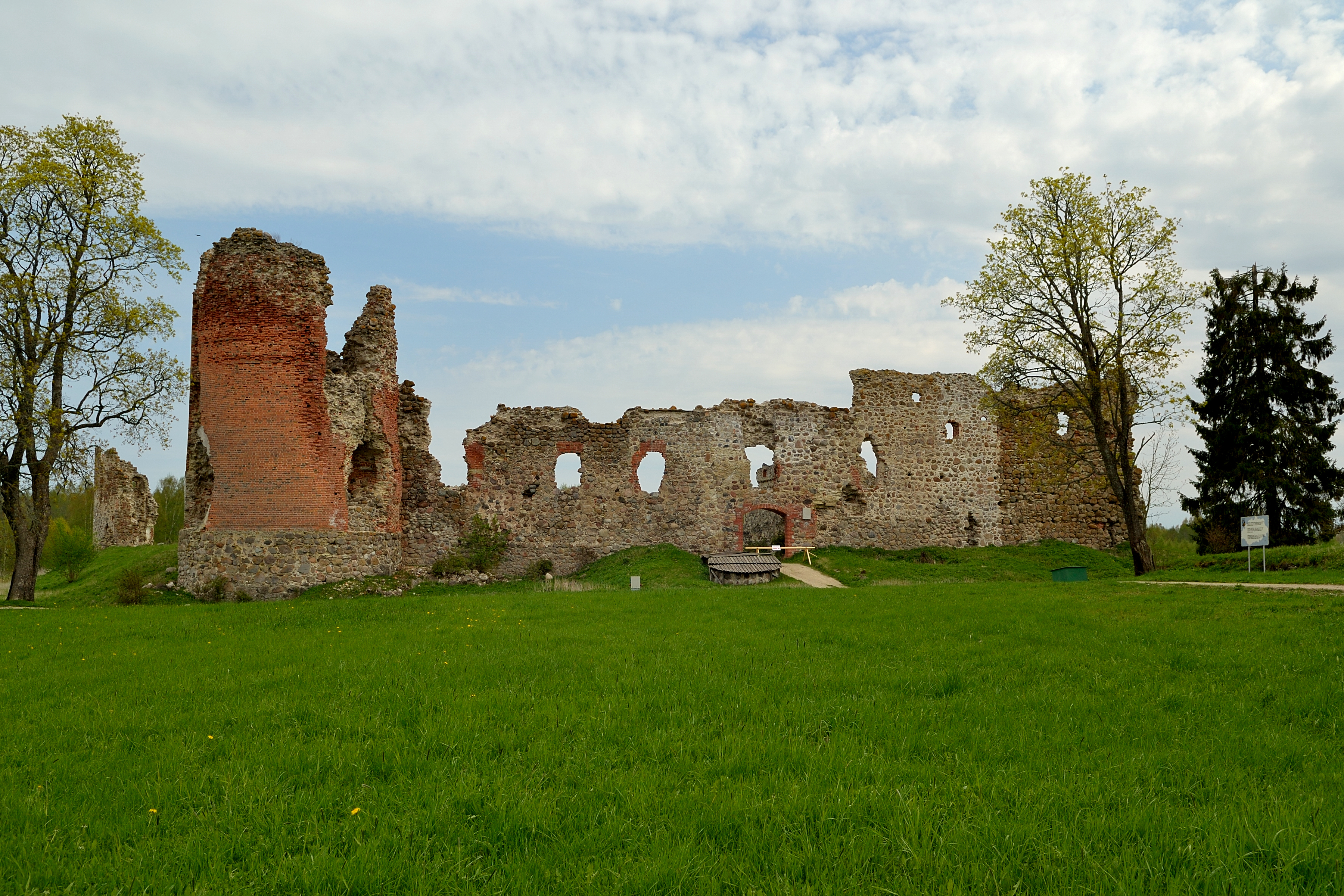
Ruiny zamku
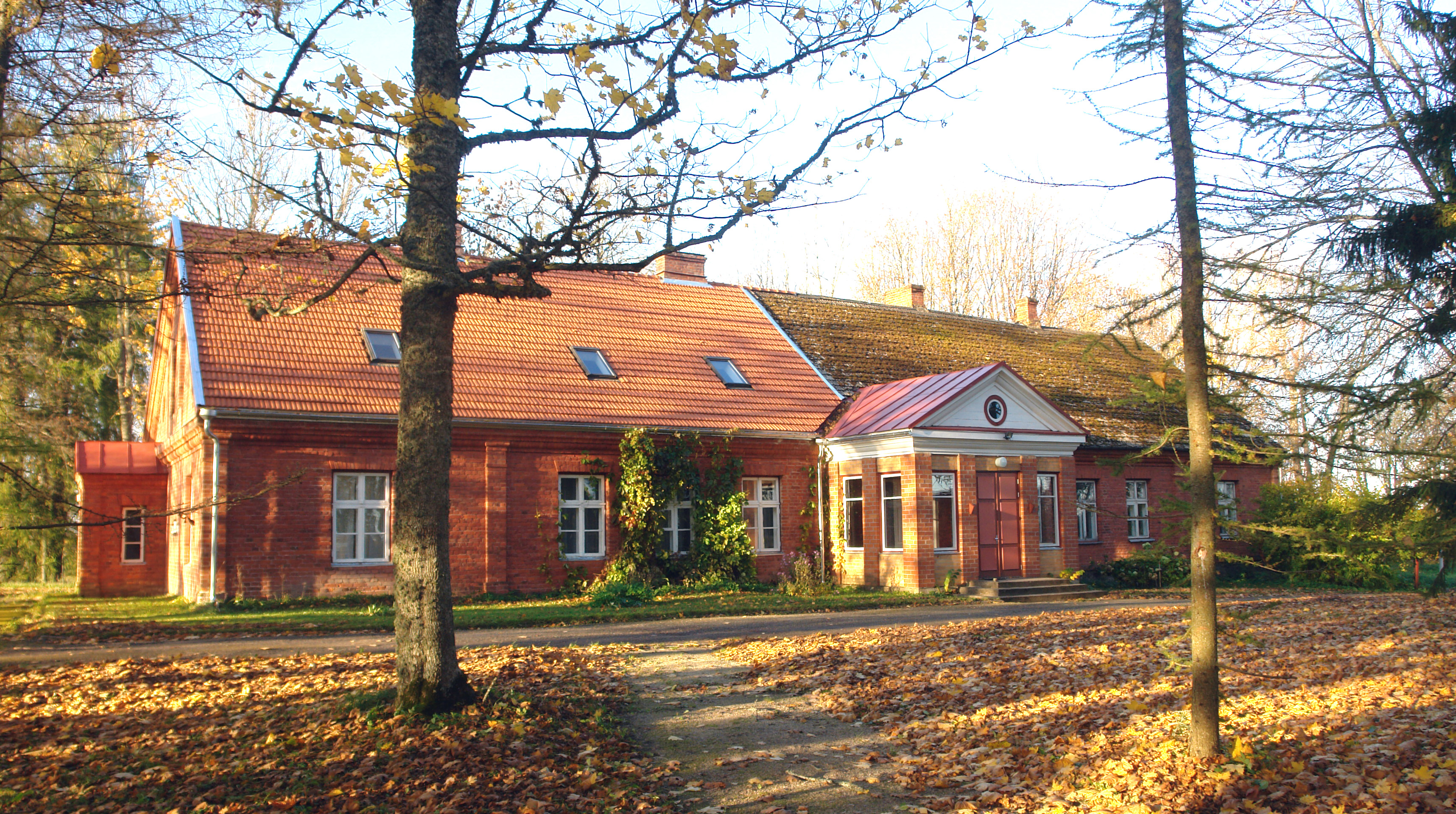
Dom pastora
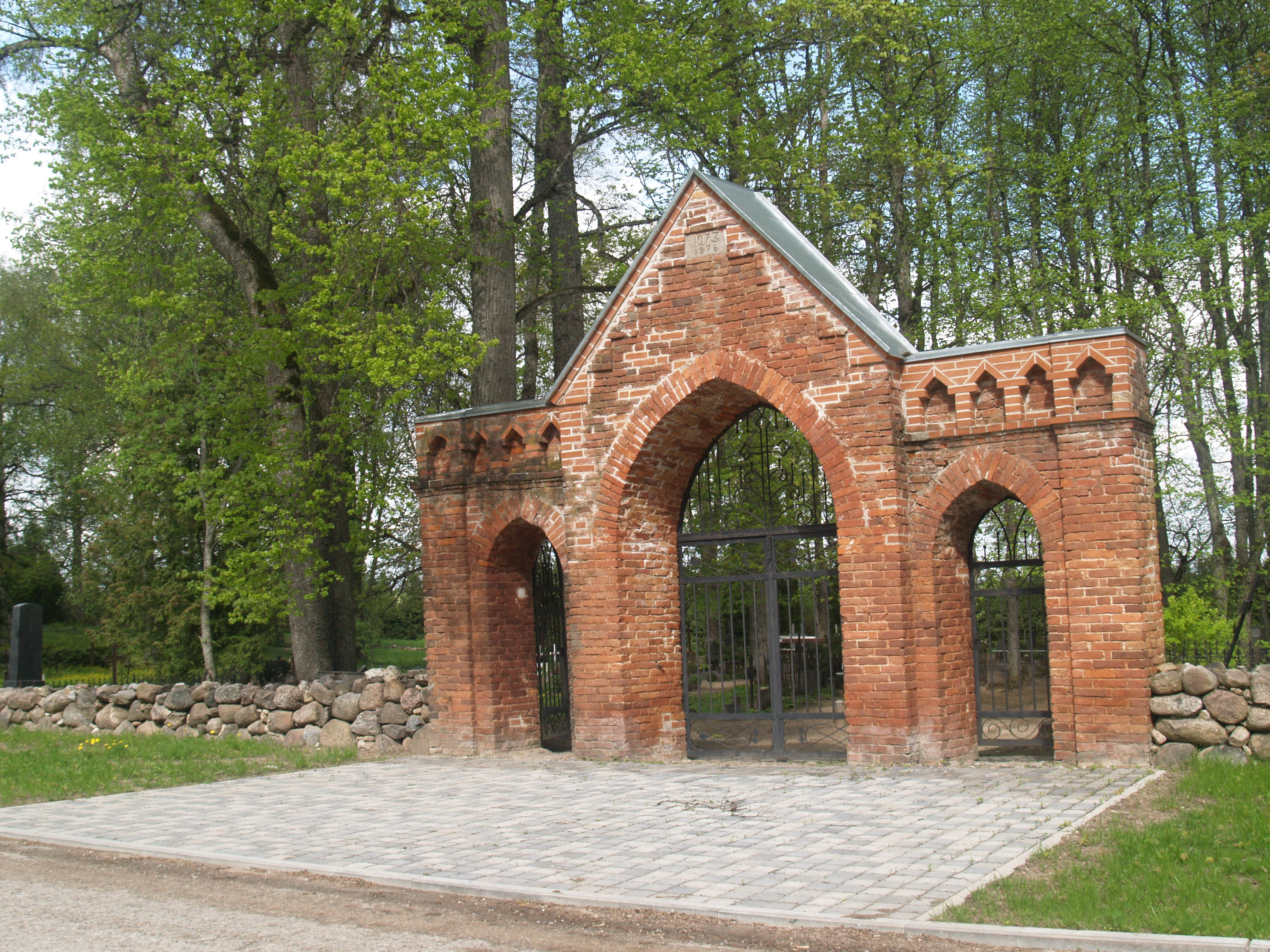
Brama cmentarna
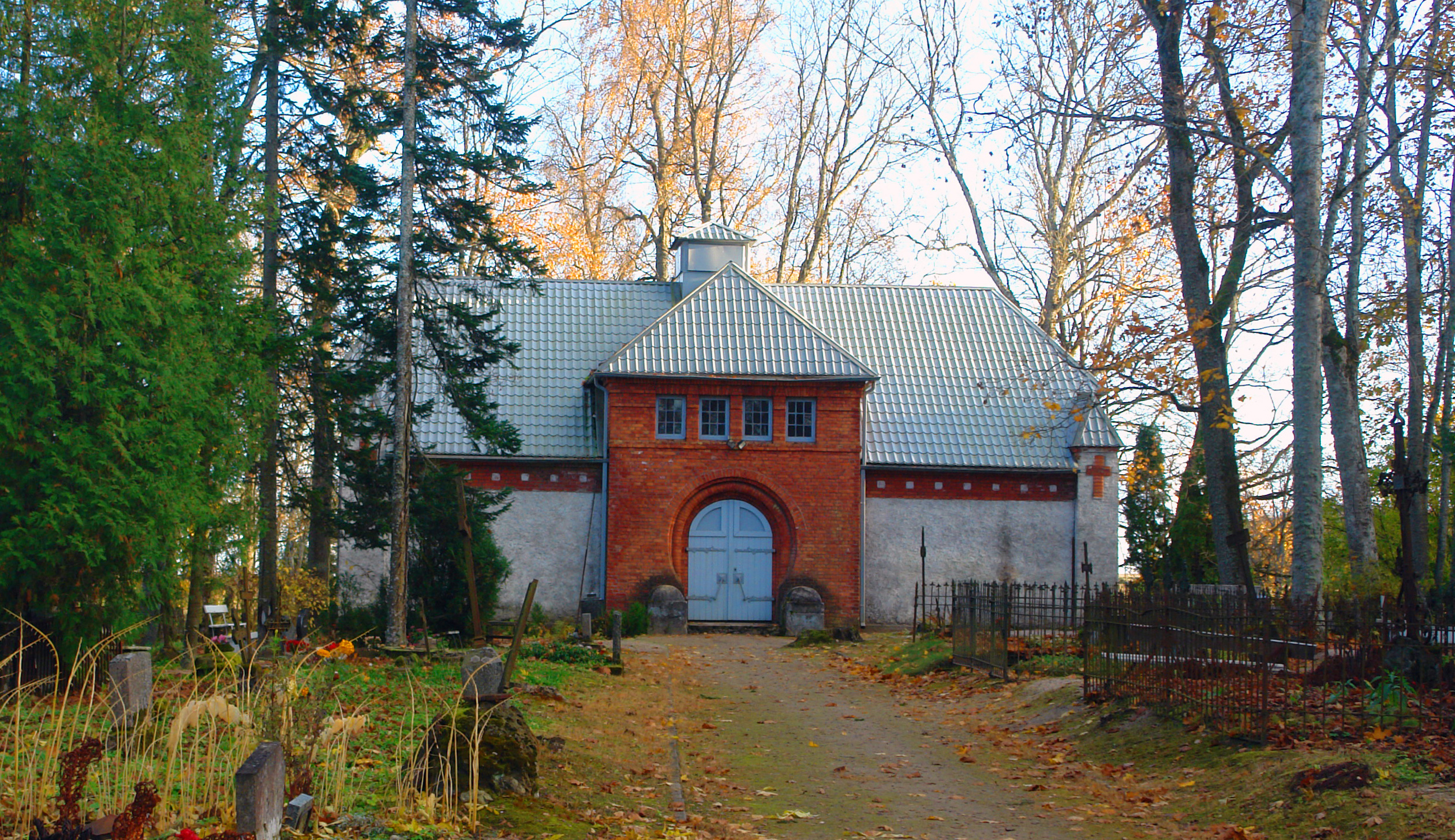
Kaplica cmentarna